# Bieliczna
Bieliczna (j. łemkowski Білична) – wyludniona wieś łemkowska w Beskidzie Niskim u stóp Lackowej, której obszar włączono do wsi Izby.

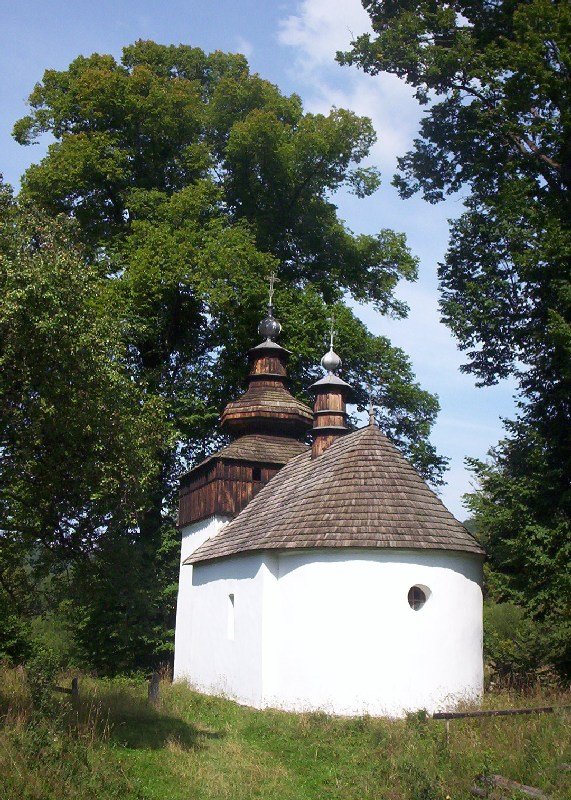
Dawna cerkiew greckokatolicka w Bielicznej

## Historia
Bieliczna została lokowana w 1595 roku, przez Iwana Izbiańskiego, przywilejem kardynała Jerzego Radziwiłła, ówczesnego biskupa krakowskiego. Wieś znajdowała się wtedy w powiecie sądeckim w województwie krakowskim. Do 1782 roku wieś wchodziła w skład klucza muszyńskiego biskupów krakowskich, od 1634 roku stanowiąc majątek kościelny parafii w Tyliczu.
W 1796 roku w miejscowości wymurowano cerkiew greckokatolicką. W 1928 roku, na fali schizmy tylawskiej, mieszkańcy zaczęli przechodzić na prawosławie, we wsi wybudowano drewnianą cerkiew prawosławną. W 1936 roku w Bielicznej znajdowały się dwie świątynie chrześcijańskie (greckokatolicka i prawosławna) i 34 domy. W 1939 roku wieś zamieszkiwało 225 Łemków i 7 Żydów.
W latach 1944–1946 na Wschód (w okolice Krzywego Rogu) mniej lub bardziej dobrowolnie wyjechało 8 rodzin. Pozostałych mieszkańców przymusowo wysiedlono w 1947 roku w ramach akcji „Wisła”. Budynki rozebrali okoliczni mieszkańcy, ocalała tylko cerkiew greckokatolicka i stary cmentarz łemkowski. Obszar wsi włączono do sąsiednich Izb.

## Teraźniejszość
Bieliczna leży w dolinie rzeki Białej, u podnóża północnych stoków Lackowej, najwyższego po polskiej stronie szczytu Beskidu Niskiego. Teren dawnej wsi, obecnie części Izb, nigdy nie został ponownie zasiedlony. Jedynym istniejącym budynkiem w Bielicznej jest dawna greckokatolicka zabytkowa cerkiew pod wezwaniem św. Michała Archanioła. Przez długi czas pozostająca w stanie ruiny, została poddana konserwacji w 1985 roku dzięki staraniom ks. Mieczysława Czekaja, ówczesnego proboszcza rzymskokatolickiej parafii Świętych Kosmy i Damiana w Banicy. W otoczeniu cerkwi znajduje się stary cmentarz łemkowski, na którym przetrwały nieliczne nagrobki. We wsi zachowało się kilka krzyży i kapliczek przydrożnych. Sezonowo prowadzi się tu wypas owiec.